# Rauschbeere
Die Rauschbeere (Vaccinium uliginosum), auch Gewöhnliche Rauschbeere, Trunkelbeere, Moorbeere oder Nebelbeere genannt, ist eine Pflanzenart aus der Gattung der Heidelbeeren (Vaccinium) innerhalb der Familie der Heidekrautgewächse (Ericaceae).

## Beschreibung

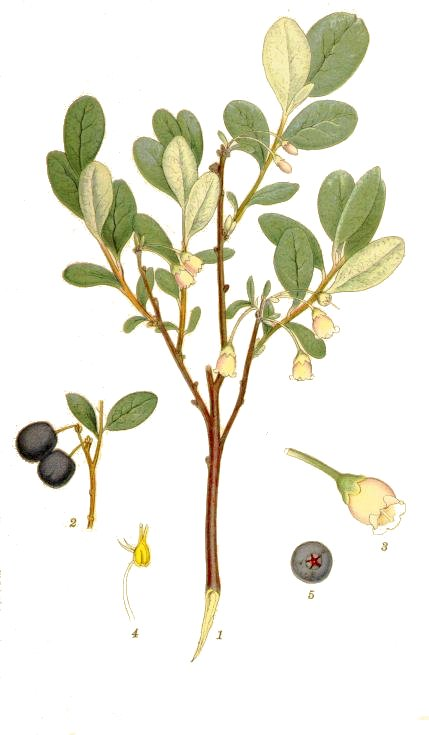
Illustration

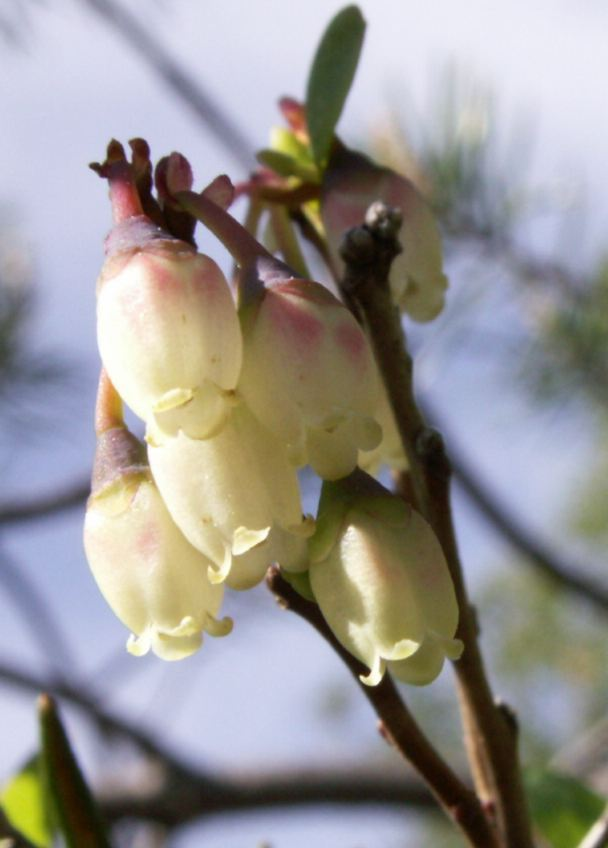
Blüten

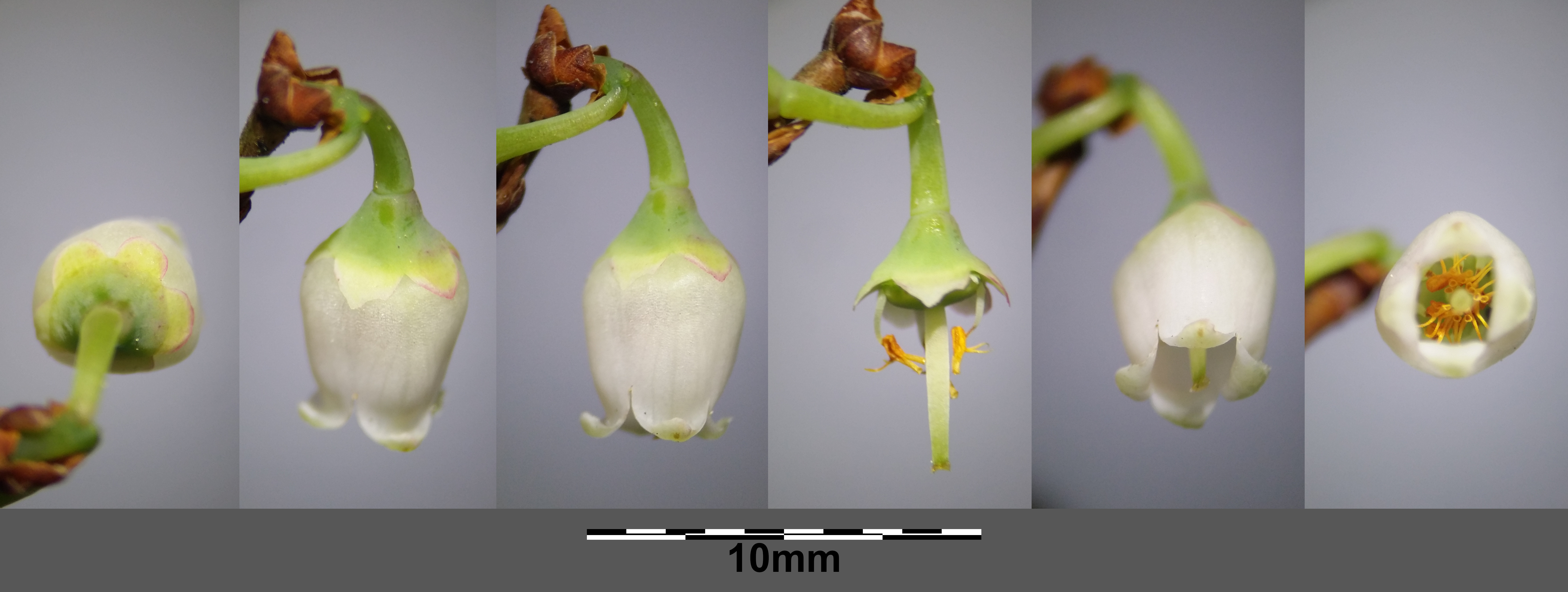
Blüte im Detail aus unterschiedlichen Ansichten

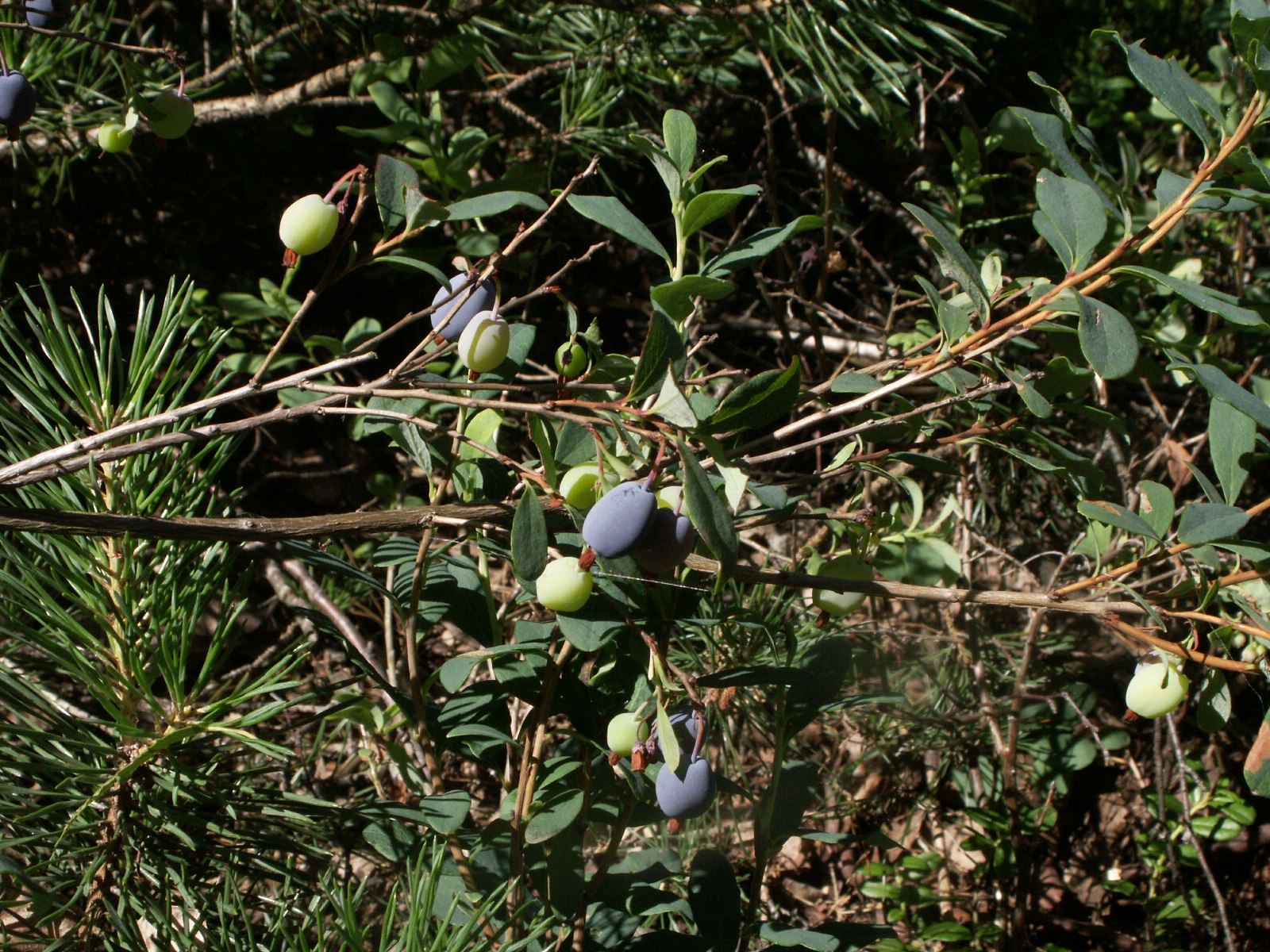
Zweige mit reifenden Beeren

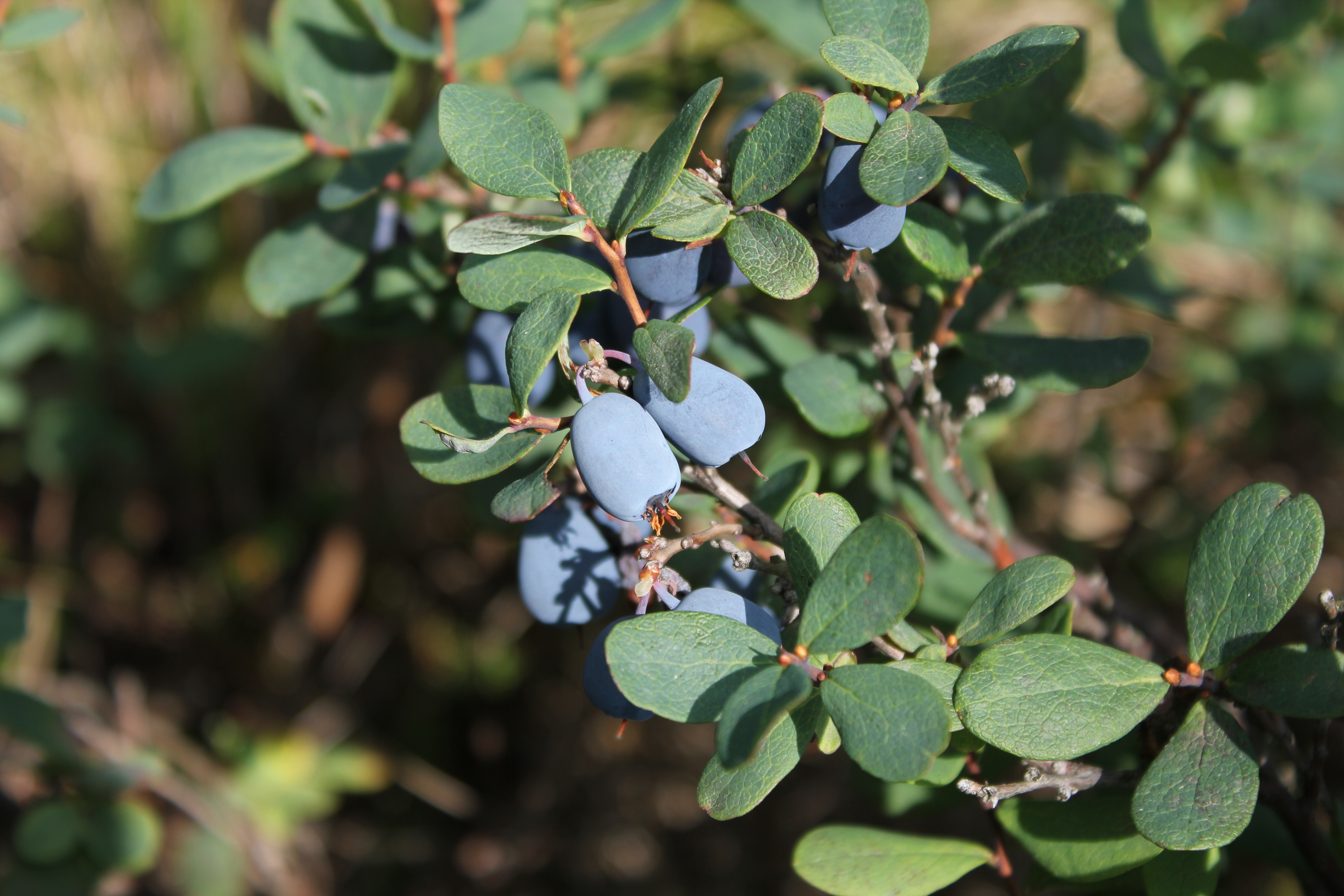
Laubblätter und reife Beeren

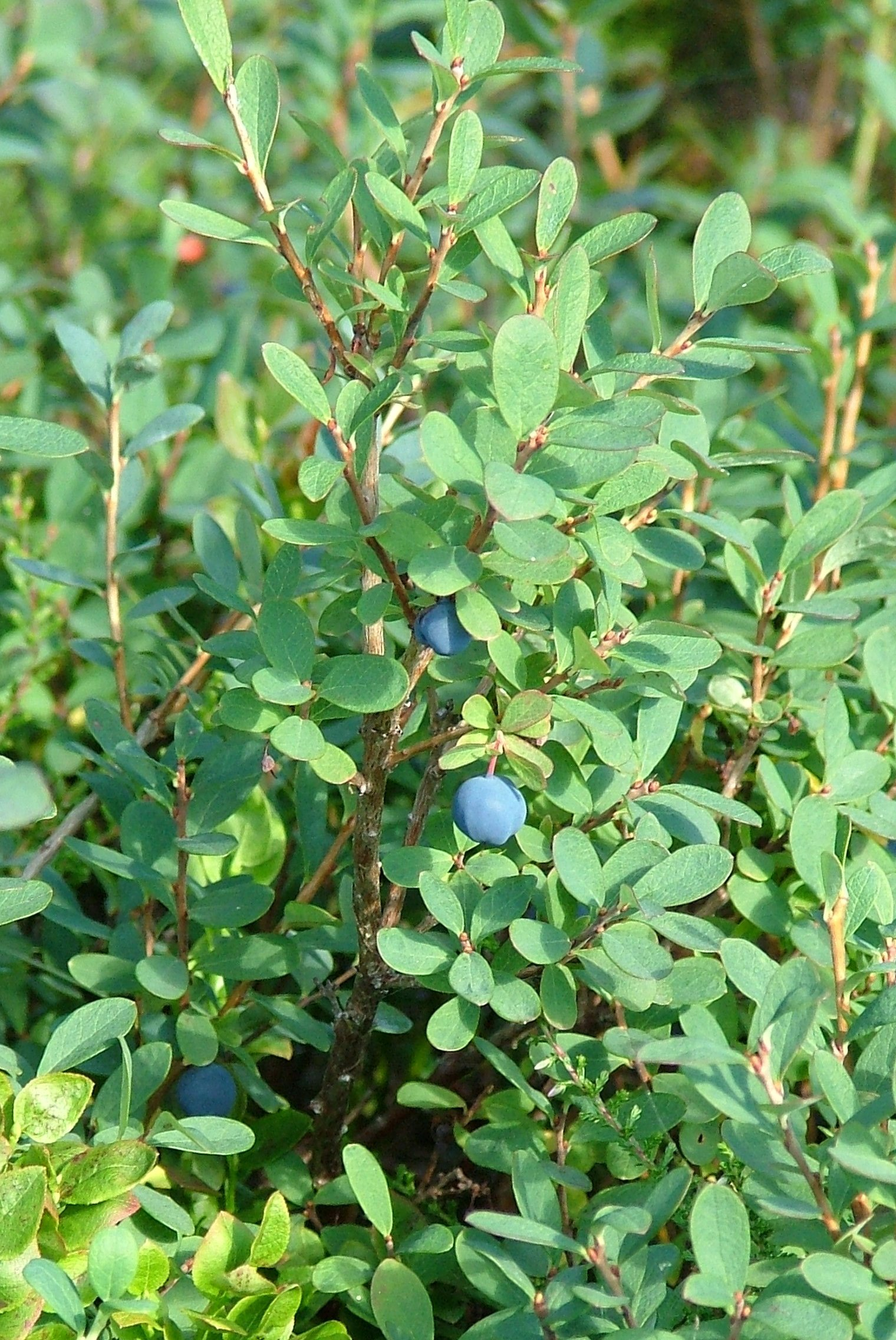
Habitus und Laubblätter

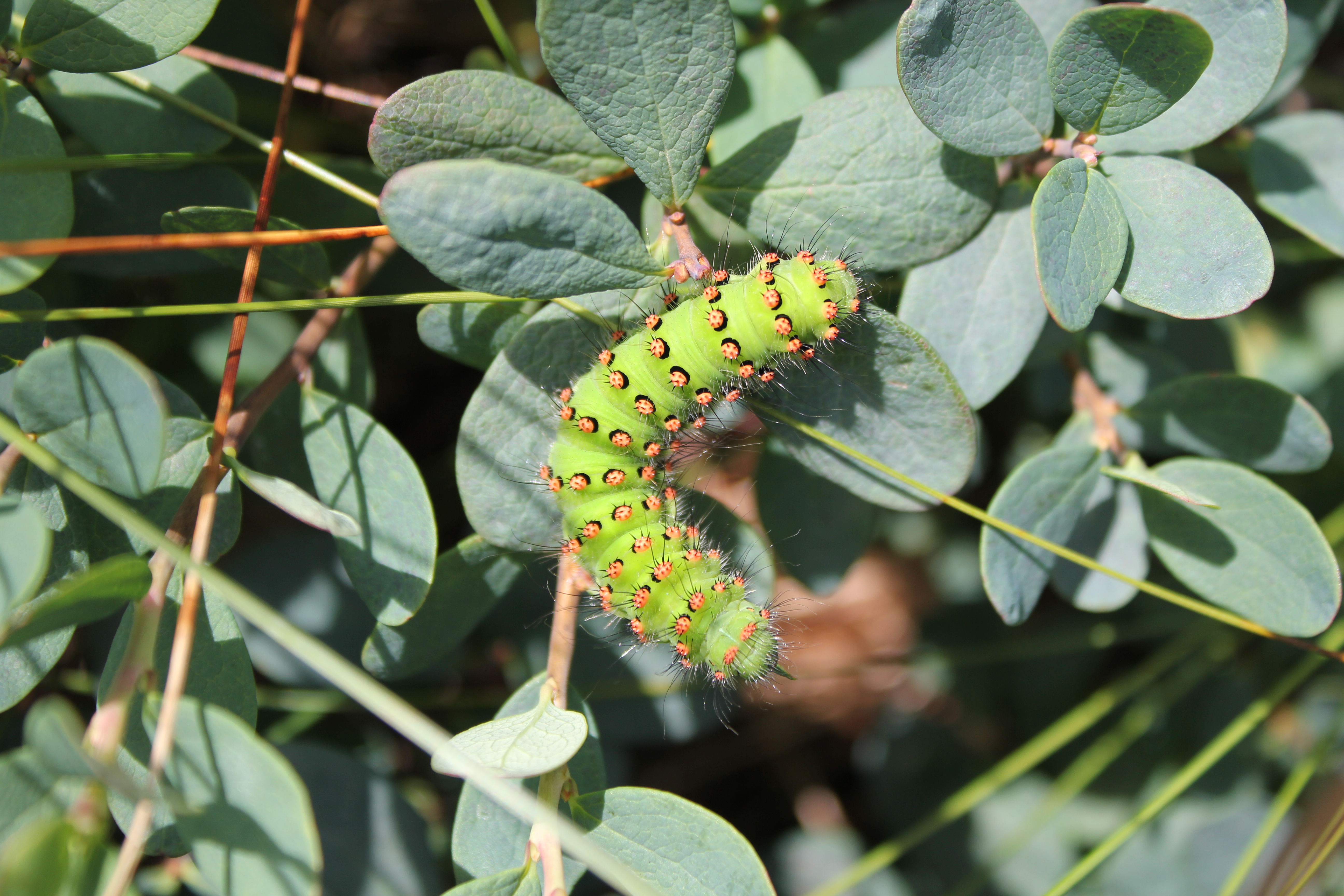
Raupe des Kleinen Nachtpfauenauges auf Rauschbeere

### Vegetative Merkmale
Die Rauschbeere wächst als sommergrüner Halbstrauch oder Zwergstrauch und erreicht Wuchshöhen von bis zu 60, ausnahmsweise bis zu 80 Zentimetern, ganz selten sogar bis zu 100 Zentimetern. Die Zwergsträucher sind sympodial verzweigt, die Endknospe bildet Blüten aus, das vegetative Wachstum wird durch Seitenknospen fortgesetzt. Die Zweige sind aufrecht. Sie bildet unterirdische Kriechtriebe (Rhizome) aus. Junge Zweige sind stielrund (nicht grün und kantig bis geflügelt wie bei der Heidelbeere). Die Rinde verfärbt sich rasch bräunlich und ist anfangs fein behaart bis kahl.
Die wechselständig an den Zweigen angeordneten Laubblätter sind in Blattstiel und -spreite gegliedert. Der Blattstiel ist nur kurz. Die einfache, kahle Blattspreite ist bei einer Länge von 6 bis 25, ausnahmsweise bis zu 35 Millimetern sowie einer Breite von 4 bis 12, ausnahmsweise bis zu 20 Millimetern eiförmig oder verkehrt-eiförmig, mit stumpfem oberen Ende und ganzrandig, oft mit knorpelig verdicktem oder etwas nach unten eingerolltem Blattrand. Die Blattspreite ist auffallend netzadrig. Die Blattoberseite ist bläulich-grün und die -unterseite ist heller grau-grün (und daran leicht von den frischgrünen Blättern der Heidelbeere unterscheidbar).

### Generative Merkmale
Die Rauschbeere blüht in Süddeutschland im Mai, im Norden, etwa in Großbritannien, reicht die Blütezeit bis in den Juni. Zwei oder drei hängende Blüten sind in kleinen, traubigen Blütenständen angeordnet. Der 3 bis 10 Millimeter lange Blattstiel ist länger als die Blüte.
Die relativ kleinen Blüten sind radiärsymmetrisch mit doppelter Blütenhülle. Die vier bis fünf Kelchzipfel sind dreieckig mit stumpfem oberen Ende, der Kelch bis zur Fruchtreife bleibend. Die krugförmig verwachsene, weißliche bis rosafarbene Blütenkrone ist im Umriss länglich-eiförmig, mit sehr kurzen, rückgeschlagenen Kronzipfeln.
Die Beeren ähneln denen der wild wachsenden Heidel- bzw. Blaubeere, sind jedoch bereift, und mit einer Länge 6 bis 8 Millimetern, ausnahmsweise bis 10 Millimetern größer als diese und etwa eiförmig. Sie reifen im Spätsommer, sind außen blau, haben aber innen helles „Fruchtfleisch“ und hellen Saft im Gegensatz zur Heidelbeere, die violettes „Fruchtfleisch“ hat und auch violetten Saft führt.

### Chromosomensatz
Die Chromosomenzahl beträgt x = 12; es liegen unterschiedliche Ploidiegrade bei Vaccinium uliginosum L. s. l. vor, beispielsweise Di-, Tetra- oder Hexaploidie mit der Chromosomenzahl 2n = 24, 48 oder 72. Bei Vaccinium uliginosum L. s. str. liegt Tetraploidie vor.

## Ökologie
Die Wurzeln der Rauschbeere bilden mit verschiedenen Pilzarten eine Mykorrhiza, zum Beispiel mit Cryptosporiopsis ericae, Oidiodendron maius, Lachnum spec., Sordariomycetes und Pleosporales.
Blütenbesucher sind Hummeln, Bienen, Schwebfliegen und Falter. Die Blüten sind proterandrisch.
Die Ausbreitung der Samen erfolgt in Mitteleuropa durch Amsel, Wacholderdrossel, Singdrossel, Elster, Brachvogel, Heidepieper und wohl auch Schneehuhn und Steinhuhn.
Die Rauschbeere ist auch der Wirt der Nacktbasidien Exobasidium pachysporum, Exobasidium vaccinii-uliginosi und Exobasidium expansum.

## Inhaltsstoffe
Als Inhaltsstoffe der Rauschbeere werden angegeben: Anthocyane (Glycoside von Anthocyanidinen), bei Vaccinium-Arten oft als „Anthocyanoside“ bezeichnet, darunter als Hauptbestandteile Malvidin-3-O-Glucosid und Delphinidin-3-O-Glucosid und Delphinidin-3-O-Arabinosid (als blaue Farbstoffe wirkend), Flavonole wie Myricetin und Quercetin und davon abgeleitete Verbindungen sowie als organische Säure freie und veresterte Benzoesäure. Die wiederholte Chromatographie des gefriergetrockneten Extrakts der Beeren führte zur Isolierung von elf Verbindungen, darunter ein Anthocyan, sechs Flavonoide, zwei Phenylpropanoide und zwei Iridoide. Die Isolate wurden als Cyanidin-3-O-β-D-Glucopyranosid, Quercetin, Hyperosid (Quercetin-3-O-β-D-Galactopyranosid), Quercetin-3-O-α-L-Arabinopyranosid, Myricetin, Myrizetin-3-O-β-D-Galaktopyranosid, Syringetin-3-O-β-D-Galaktopyranosid, Methylchlorogenat, Chlorogensäure, Logansäure und 6,7-Dihydromonotropeinmethylester (Splendosid) identifiziert. Untersuchungen an Populationen in Finnland konnten weitere Inhaltsstoffe nachweisen. Vier Anthocyanidin-Xyloside und 14 Flavonol-Glykoside und 25 wichtige Flavonoide wurden dabei identifiziert. Die Durchschnittswerte ( ± Standardabweichung) der Gehalte an Anthocyanen und Flavonolen betrugen 1425 ± 398 bzw. 1133 ± 290 mg pro 100 g Trockengewicht. Das am häufigsten vorkommende Anthocyanidin war Malvidin, gefolgt von Delphinidin, Petunidin, Cyanidin und Peonidin. Quercetin war das wichtigste Flavonol, gefolgt von Myricetin, Laricitrin, Syringetin und Isorhamnetin. Untersuchungen aus anderen Gebieten kamen zu ähnlichen Ergebnissen.

## Giftigkeit
Die auch als Rote Heidelbeeren, Steinbeeren oder Sumpfheidelbeeren bekannten Beeren der Rauschbeere könnten psychotrope Substanzen enthalten, deren Identität noch nicht bestimmt werden konnte. Nach dem Verzehr von Früchten wurden gelegentlich Vergiftungserscheinungen – wie rauschartige Erregung, Erbrechen, Pupillenerweiterung und Schwindelgefühl – beobachtet. So berichtet ein Beobachter, nach Verzehr größerer Mengen im Selbstversuch, von Schwindel und Sehstörungen. Andere Beobachter berichten, auch nach dem Verzehr von größeren Mengen, von keinerlei Giftwirkung. Die Beeren werden daher meist als „giftverdächtig“ geführt, vom Verzehr wird abgeraten.
Intoxikationen sind ggf. nur nach dem Verzehr großer Mengen möglich. Verantwortlich dafür ist wahrscheinlich der auf den Beeren schmarotzende Schlauchpilz Monilinia megalospora (früher auch Sclerotina megalospora), da in den Beeren selbst keine giftig oder psychoaktiv wirkenden Substanzen gefunden werden konnten.

## Vorkommen
Vaccinium uliginosum ist zirkumpolar auf der Nordhalbkugel weitverbreitet. Die Rauschbeere gedeiht in arktischen, borealen sowie gemäßigten Gebieten. Die Rauschbeere gedeiht sowohl in Tiefland-Mooren, als auch in montanen Nadelwäldern bis hin zu subalpinen Heidegesellschaften.
Sie wächst in Waldmooren und Hochmooren mit feuchtem, torfhaltigem Boden. Im regenreichen westlichen Skandinavien kommt sie verbreitet vor und verdrängt dort teilweise die Blaubeere. In mittel- und südeuropäischen Gebirgen findet man sie zuweilen bis in Höhenlagen von 3080 Metern, in den Allgäuer Alpen bis über 2000 Metern, in den Nordtiroler Zentralalpen bis über 2600 Metern. Auf der Gletscherinsel Gemsfreiheit in der Berninagruppe erreicht sie sogar eine Höhenlage von 3100 Metern. Sie ist eine Charakterart der Klasse Vaccinio-Piceetea, kommt aber auch in Pflanzengesellschaften der Klasse Ocycocco-Sphagnetea oder des Verbands Genistion vor.
Die ökologischen Zeigerwerte nach Landolt et al. 2010 sind für diese Unterart in der Schweiz: Feuchtezahl F = 4w (sehr feucht aber mäßig wechselnd), Lichtzahl L = 3 (halbschattig), Reaktionszahl R = 1 (stark sauer), Temperaturzahl T = 3 (montan), Nährstoffzahl N = 2 (nährstoffarm), Kontinentalitätszahl K = 2 (subozeanisch).

## Systematik
Die Erstveröffentlichung von Vaccinium uliginosum erfolgte 1753 durch Carl von Linné in Species Plantarum, Tomus I, Seite 350. Das Artepitheton uliginosum stammt vom keltischen Wort „ul“ für „Wasser“ und bezieht sich auf den Wuchsort und heißt „sumpfliebend“. Synonyme für Vaccinium uliginosum L. sind: Vaccinium gaultherioides Bigelow, Vaccinium uliginosum var. microphyllum Lange, Vaccinium uliginosum subsp. microphyllum (Lange) Tolm. Der Lectotypus wurde 1981 von Vander Kloet in Taxon, Volume 30, Seite 647 festgelegt und durch Jarvis 1992 in Taxon, Volume 41, Seite 571-572 als konservierter Typus der Gattung Vaccinium bestätigt wurde.

### Botanische Geschichte
Bei vielen Autoren gibt es nur eine, bei einigen Autoren zwei Unterarten in Europa:
- Gewöhnliche Rauschbeere (Vaccinium uliginosum L. subsp. uliginosum)
- Kleinblättrige Rauschbeere (Vaccinium uliginosum subsp. pubescens Wormsk. ex Hornem.) Hornem.: Von den meisten Botanikern als Vaccinium gaultherioides Bigelow als eigenständige Art aufgefasst.[6][25]

Auch in anderen Gebieten wurden Subtaxa beschrieben (Auswahl):
- Vaccinium uliginosum subsp. occidentale (A.Gray) Hultén[28]

### Sippen
Detailuntersuchungen auf morphologischer und genetischer Basis von Pflanzenexemplaren aus den Alpen und deren Vorland ergaben zwei genetisch getrennte Sippen von Vaccinium uliginosum L. s. l.: Eine diploide Sippe, die nur in höheren Lagen der Zentralalpen vorkam, und eine weit verbreitete tetraploide Sippe, der alle Individuen aus tieferen Lagen und aus den nördlichen Kalkalpen angehören; beide können am selben Standort nebeneinander wachsen. Eine morphologische Unterscheidung dieser Sippen erwies sich zunächst als unmöglich. Untersuchungen von Vaccinium uliginosum L. s. l. durch Silbernagl et al. 2019 ergaben keine Hinweise auf rezente Hybriden zwischen beiden Sippen. Eine morphologische Unterscheidung anhand von Blattmerkmalen war nicht möglich, anhand von Blütenmerkmalen konnten die meisten Individuen zugeordnet werden. Wichtigstes Einzelmerkmal war dabei die Breite der Blütenkrone (diploide meist 2,54 bis 3,19 Millimeter, tetraploide meist 3,28 bis 4,25 Millimeter).
Weitere, zum Teil hexaploide Sippen werden aus dem nördlichen Ostasien und aus Japan angegeben.

## Nutzung
Die Beeren werden weniger gepflückt als jene der Heidelbeere, ihr Geschmack wird als fad süßlich, im Geschmack der Heidelbeere unterlegen beschrieben. Wegen des ungeklärten Giftverdachts wird meist von der Verwendung und dem Verzehr abgeraten.
Die Rauschbeere wurde in der Volksheilkunde, ähnlich wie die Heidelbeere, bei  Magen- und Darmkatarrh, bei Durchfall und Blasenleiden, verwendet. Ein Nachweis der Wirksamkeit wurde nicht erbracht.

## Namensherkunft
Volksetymologisch wird der Name der Rauschbeere auf den nach dem Verzehr angeblich zu beobachtenden Rauschzustand bezogen. Diese Ableitung des Namens gilt heute jedoch als unwahrscheinlich. Möglich wäre eine frühere Verwendung für alkoholische Getränke ähnlich dem Heidelbeerwein. Wahrscheinlicher ist eine Ableitung vom mittelhochdeutschen Wort rusch „Binse“, es wäre also eine nach dem nassen Standort benannte „Binsen-Beere“. Zu beachten ist aber, dass mit „Rausch“ oder „Rusch“ vor der heutigen wissenschaftlichen Systematisierung zahlreiche andere beerentragende Sträucher bezeichnet werden konnten, sehr oft etwa die Krähenbeere, daneben zahlreiche andere wie Preiselbeere, Bärentraube, Gagelstrauch und andere.